# Marian Lupu
Pour les articles homonymes, voir Lupu.
Marian Lupu (né le 20 juin 1966 à Bălți) est un homme politique moldave, membre du Parti démocrate. Il est président du Parlement de 2005 à 2009 et de 2010 à 2013 et président de la République par intérim de décembre 2010 à mars 2012.

## Études et carrière
Lupu suit des études d'économie, d'abord à l'université d'État de Moldavie jusqu'en 1987 puis dans plusieurs instituts d'études à l'étranger : la macroéconomie à l'Institut de formation du Fonds monétaire international à Washington en 1994 et le commerce international auprès de l'Institut de formation de l'Organisation mondiale du commerce à Genève en 1996.
Adoubé par les organisations internationales, Lupu revient en Moldavie s'occuper de la gestion des fonds que l'Union européenne apporte à la Moldavie via le programme TACIS.
Outre le roumain, Marian Lupu parle le français, le russe, et l'anglais.

## Carrière politique

### Les débuts
Il est nommé vice-ministre de l'Économie en juin 2001, puis devient ministre en août 2003.
À la suite des élections législatives de mars 2005, Lupu est élu au Parlement moldave avec l'étiquette du PCRM. Il en devient le président en remplacement d'Eugenia Ostapciuc le 24 mars.

### La coalition pro-occidentale
Lupu quitte le Parti des communistes de la république de Moldavie (PCRM) au mois de juin 2009 pour rejoindre le Parti démocrate de Moldavie (PDM), une formation de centre gauche dont il prend la présidence.
Lors des élections législatives du mois de juillet suivant, le PCRM perd sa majorité absolue, et une coalition gouvernementale pro-européenne, baptisée Alliance pour l'intégration européenne (AIE), formée de quatre partis dont le PDM, se met en place sous la direction du libéral-démocrate Vlad Filat, choisissant Lupu comme son candidat à la présidence de la République.

### Candidat à la présidence
Après l'expiration du mandat du président Vladimir Voronin, il est candidat à la présidence de la République lors de l'élection du 10 novembre 2009 devant le Parlement. Au 1er tour, il n'obtient pas la majorité nécessaire des 61 voix. Un 2e tour est organisé le 7 décembre suivant, celui-ci échouant à son tour dans l'élection d'un président.

### À nouveau président du Parlement
Après les nouvelles élections législatives de l'automne 2010, il est élu le 30 décembre, pour la deuxième fois, président du Parlement, et devient automatiquement président de la République par intérim, la fonction étant alors vacante. Finalement, le 16 mars 2012, les députés élisent à la tête de l'État le juge indépendant Nicolae Timofti, qui prend ses fonctions le 23 mars.
Environ un an plus tard, le 25 avril 2013, il est renversé par un vote conjoint des communistes, libéraux-démocrates, dissidents libéraux et socialistes.